# Duncan Shearer
Duncan Nichol Shearer (Fort William, 28 agosto 1962) è un allenatore di calcio ed ex calciatore scozzese, di ruolo attaccante.

## Carriera

### Club
Acquistato dal Chelsea nel 1983, dopo aver giocato per l'Huddersfield Town viene ceduto allo Swindon Town in cambio di 500.000 euro. Nel 1992 il Blackburn paga le sue prestazioni 1,6 milioni. Trasferitosi nel 1992 all'Aberdeen, che lo acquista per 1 milione, termina la carriera all'Iverness nel 2000.
Totalizza 446 incontri di campionato segnando 189 reti. Lo Swindon Town è la squadra che ha maggiormente rappresentato e nella quale ha segnato più reti ma solo nei cinque anni ad Aberdeen è riuscito a ritornare a giocare nel primo livello di un campionato calcistico, la Scottish Premier League, dopo aver giocato 2 volte in Premier League con il Chelsea.

## Palmarès

### Giocatore

#### Competizioni nazionali
- Second Division: 1

Chelsea: 1983-1984
- Coppa di Lega scozzese: 1

Aberdeen: 1985-1986

#### Individuale
- Capocannoniere della Second Division: 1

1991-1992 (23 gol, ex aequo David Speedie)